# Лутига куляста
Лутига куляста (Atriplex sphaeromorpha) — вид рослин з родини щирицевих (Amaranthaceae).

## Морфологічна характеристика
Однорічна рослина 20–70 см заввишки. Стебла та гілки майже голі; кінці гілок дуже тонкі, майже волосоподібні. Квітки в клубочках по 1–4. Насіння плоске, в центрі вдавлене.

## Поширення
Вид поширений у Євразії від України до Таджикистану; інтродукований у Німеччині.
В Україні вид зростає у посівах, засмічених місцях, біля доріг  — у Степу, на півдні.